# Ulf Weinstock
Ulf Weinstock (* 10. August 1952 in Strängnäs) ist ein ehemaliger schwedischer Eishockeyspieler und jetziger -trainer.

## Karriere

### Als Spieler
Ulf Weinstock begann seine Karriere als Eishockeyspieler in der Nachwuchsabteilung von Leksands IF, für dessen Profimannschaft er von 1970 bis 1974 in der Division 1, der damals höchsten schwedischen Spielklasse, aktiv war. Mit seiner Mannschaft gewann der Verteidiger in den Spielzeiten 1972/73 und 1973/74 jeweils den schwedischen Meistertitel. Zur Saison 1974/75 wechselte er innerhalb der Division 1 zum Västra Frölunda IF, ehe er von 1975 bis 1984 wieder für seinen Stammverein Leksands IF in der neu gegründeten Elitserien auflief. Von 1984 bis 1987 trat der Schwede für Stjernen Hockey in der norwegischen 1. divisjon an. Mit Stjernen gewann er in der Saison 1985/86 den norwegischen Meistertitel. Zuletzt lief der Linksschütze in der Saison 1987/88 für Mörrums GoIS in der mittlerweile zweitklassigen Division 1 auf.

### Als Trainer
Während seiner letzten vier Jahre als Aktiver war Weinstock bei Stjernen und Mörrums GoIS bereits als Spielertrainer tätig. In der Saison 1988/89 war er bei Mörrums erstmals ausschließlich Cheftrainer. Anschließend blieb er in der zweiten schwedischen Spielklasse, in der er von 1989 bis 1992 den Timrå IK betreute. In der Saison 1992/93 sowie von 1994 bis 1997 stand er beim Västerviks IK hinter der Bande. Daraufhin übernahm er das Amt als Cheftrainer beim schwedischen Zweitligisten Linköpings HC, mit dem er 1999 den Aufstieg in die Elitserien erreichte. Dort wurde er im Laufe der Saison 1999/2000 durch seinen Landsmann Stefan Lunner ersetzt. Von 2000 bis 2003 war er für die Halmstad Hammers in der zweitklassigen Allsvenskan tätig. Es folgten ein Jahr bei Frisk Asker in der höchsten norwegischen Spielklasse sowie zwei Spielzeiten beim Allsvenskan-Teilnehmer IFK Arboga. Zur Saison 2006/07 übernahm er die Trainerposition bei den Odense Bulldogs aus der AL-Bank Ligaen. Von 2007 bis 2009 war er Trainer bei seinem norwegischen Ex-Klub Stjernen. In der Saison 2009/10 war der Schwede für den rumänischen Klub HSC Csíkszereda in der MOL Liga tätig. Anschließend übernahm er die Trainerposition beim Alba Volán Székesfehérvár aus Ungarn, den er jedoch bereits im Oktober 2010 wieder verließ. 

### International
Für Schweden nahm Weinstock an den Olympischen Winterspielen 1980 in Lake Placid teil, bei denen er mit seiner Mannschaft die Bronzemedaille gewann. Zudem stand er im Aufgebot seines Landes bei den Weltmeisterschaften 1975, 1977, 1978 und 1979. Bei den Weltmeisterschaften 1975 und 1979 gewann er mit seiner Mannschaft jeweils die Bronze-, bei der WM 1977 die Silbermedaille.

## Erfolge und Auszeichnungen
- 1973 Schwedischer Meister mit Leksands IF
- 1974 Schwedischer Meister mit Leksands IF
- 1975 Schwedisches All-Star Team
- 1986 Norwegischer Meister mit Stjernen
- 1986 1. divisjon All-Star Team
- 1999 Aufstieg in die Elitserien mit dem Linköpings HC (als Trainer)

### International
- 1975 Bronzemedaille bei der Weltmeisterschaft
- 1977 Silbermedaille bei der Weltmeisterschaft
- 1979 Bronzemedaille bei der Weltmeisterschaft
- 1980 Bronzemedaille bei den Olympischen Winterspielen